# Eliminatórias da Copa do Mundo FIFA de 2010 - Ásia (terceira fase)
Resultados das partidas da terceira fase das eliminatórias asiáticas para a Copa do Mundo FIFA de 2010. As 20 equipes participantes foram divididas em cinco grupos de quatro equipes cada. Todas as equipes enfrentam seus adversários dentro dos grupos, com os dois primeiros de cada avançando a quarta fase.

## Grupos
| Grupo 1                      | Grupo 2                     | Grupo 3                                              | Grupo 4                                     | Grupo 5                                 |
| ---------------------------- | --------------------------- | ---------------------------------------------------- | ------------------------------------------- | --------------------------------------- |
| Austrália China Iraque Catar | Japão Bahrein Omã Tailândia | Coreia do Sul Coreia do Norte Jordânia Turcomenistão | Arábia Saudita Uzbequistão Líbano Singapura | Irã Kuwait Emirados Árabes Unidos Síria |

## Resultados

### Grupo 1
| Equipe    | Pts | J | V | E | D | GP | GC | SG |
| --------- | --- | - | - | - | - | -- | -- | -- |
| Austrália | 10  | 6 | 3 | 1 | 2 | 7  | 7  | +4 |
| Catar     | 10  | 6 | 3 | 1 | 2 | 5  | 6  | -1 |
| Iraque    | 7   | 6 | 2 | 1 | 3 | 4  | 6  | -2 |
| China     | 6   | 6 | 1 | 3 | 2 | 3  | 4  | -1 |

| 6 de fevereiro de 2008 19:30 (UTC+11) | Austrália                                | 3 – 0     | Qatar | Telstra Dome, Melbourne                             |
|                                       | Kennedy 10' · Cahill 18' · Bresciano 33' | Relatório |       | Público: 50,969 Árbitro: MAS Subkhiddin Mohd Salleh |

| 6 de fevereiro de 2008 16:30 (UTC+4) | Iraque    | 1 – 1     | China         | Estádio Al-Rashid, Dubai (UAE)            |
|                                      | Hawar 51' | Relatório | Zheng Zhi 75' | Público: 11,000 Árbitro: IRN Mohsen Torky |

| 26 de março de 2008 14:00 (UTC+8) | China | 0 – 0     | Austrália | Estádio Tuodong, Kunming                       |
|                                   |       | Relatório |           | Público: 32,000 Árbitro: UAE Mohamed Al Saeedi |

| 26 de março de 2008 18:30 (UTC+3) | Qatar             | 2 – 0     | Iraque | Jassim Bin Hamad Stadium, Doha               |
|                                   | Montezine 1', 62' | Relatório |        | Público: 3,000 Árbitro: JPN Yuichi Nichimura |

| 1 de junho de 2008 17:00 (UTC+10) | Austrália  | 1 – 0     | Iraque | Suncorp Stadium, Brisbane                    |
|                                   | Kewell 47' | Relatório |        | Público: 48,678 Árbitro: UZB Ravshan Irmatov |

| 2 de junho de 2008 19:00 (UTC+3) | Qatar | 0 – 0     | China | Jassim Bin Hamad Stadium, Doha           |
|                                  |       | Relatório |       | Público: 9,000 Árbitro: SYR Muhsen Basma |

| 7 de junho de 2008 20:00 (UTC+8) | China | 0 – 1     | Qatar        | Tianjin Olympics Center Stadium, Tianjin |
|                                  |       | Relatório | Quintana 14' | Público: 50,000 Árbitro: LIB Tallat Najm |

| 7 de junho de 2008 20:00 (UTC+4) | Iraque            | 1 – 0     | Austrália | Estádio Al-Rashid, Dubai (UAE)                 |
|                                  | Emad Mohammed 27' | Relatório |           | Público: 8,000 Árbitro: JPN Kazuhiko Matsumura |

| 14 de junho de 2008 19:00 (UTC+3) | Qatar            | 1 – 3     | Austrália                     | Jassim Bin Hamad Stadium, Doha            |
|                                   | Al Khalfan 90+4' | Relatório | Emerton 17', 56' · Kewell 75' | Público: 12,000 Árbitro: KOR Gi Young Lee |

| 14 de junho de 2008 20:00 (UTC+8) | China           | 1 – 2     | Iraque                               | Tianjin Olympics Center Stadium, Tianjin        |
|                                   | Zhou Haibin 33' | Relatório | Emad Mohammed 41' · Nashat Akram 65' | Público: 39,000 Árbitro: SIN Abdul Malik Bashir |

| 22 de junho de 2008 18:00 (UTC+10) | Austrália | 0 – 1     | China         | ANZ Stadium, Sydney                           |
|                                    |           | Relatório | Sun Xiang 11' | Público: 70,054 Árbitro: KSA Khalil Al Ghamdi |

| 22 de junho de 2008 20:00 (UTC+4) | Iraque | 0 – 1     | Qatar      | Estádio Al-Rashid, Dubai (UAE)                   |
|                                   |        | Relatório | Bechir 76' | Público: 10,000 Árbitro: UAE Ali Hamad Albadwawi |

### Grupo 2
| Equipe    | Pts | J | V | E | D | GP | GC | SG |
| --------- | --- | - | - | - | - | -- | -- | -- |
| Japão     | 13  | 6 | 4 | 1 | 1 | 12 | 3  | +9 |
| Bahrein   | 11  | 6 | 3 | 2 | 1 | 7  | 5  | +2 |
| Omã       | 8   | 6 | 2 | 2 | 2 | 5  | 7  | -2 |
| Tailândia | 1   | 6 | 0 | 1 | 5 | 5  | 14 | -9 |

| 6 de fevereiro de 2008 19:20 (UTC+9) | Japão                                            | 4 – 1     | Tailândia    | Estádio Saitama 2002, Saitama                |
|                                      | Endo 21' · Okubo 54' · Nakazawa 66' · Maki 90+1' | Relatório | Winothai 22' | Público: 35,130 Árbitro: KSA Khalil Al Gamdi |

| 6 de fevereiro de 2008 18:30 (UTC+4) | Omã | 0 – 1     | Bahrein    | Sultan Qaboos Sports Complex, Mascate     |
|                                      |     | Relatório | Hubail 14' | Público: 28,000 Árbitro: KOR Lee Gi Young |

| 26 de março de 2008 17:20 (UTC+3) | Bahrein    | 1 – 0     | Japão | Estádio Nacional do Bahrein, Riffa       |
|                                   | Hubail 78' | Relatório |       | Público: 26,000 Árbitro: AUS Mark Shield |

| 26 de março de 2008 18:30 (UTC+7) | Tailândia | 0 – 1     | Omã         | Estádio Rajamangala, Bangcoc              |
|                                   |           | Relatório | Sulaiman 1' | Público: 40,000 Árbitro: IRN Mohsen Torky |

| 2 de junho de 2008 18:30 (UTC+7) | Tailândia                     | 2 – 3     | Bahrein                         | Estádio Rajamangala, Bangcoc            |
|                                  | Chaikamdee 26' · Winothai 45' | Relatório | Isa 22' · Latif 35' · Adnan 57' | Público: 15,000 Árbitro: CHN Sun Baojie |

| 2 de junho de 2008 19:20 (UTC+9) | Japão                                      | 3 – 0     | Omã | Estádio Internacional, Yokohama                 |
|                                  | Nakazawa 10' · Okubo 22' · S. Nakamura 49' | Relatório |     | Público: 46,764 Árbitro: SIN Abdul Malik Bashir |

| 7 de junho de 2008 19:30 (UTC+3) | Bahrein | 1 – 1     | Tailândia    | Estádio Nacional do Bahrein, Riffa        |
|                                  | Isa 67' | Relatório | Thonglao 64' | Público: 21,000 Árbitro: SYR Muhsen Basma |

| 7 de junho de 2008 17:15 (UTC+4) | Omã               | 1 – 1     | Japão          | Sultan Qaboos Sports Complex, Mascate              |
|                                  | Ahmed Mubarak 12' | Relatório | Endo 53' (pen) | Público: 6,500 Árbitro: MAS Subkhiddin Mohd Salleh |

| 14 de junho de 2008 17:30 (UTC+7) | Tailândia | 0 – 3     | Japão                                       | Estádio Rajamangala, Bangcoc                     |
|                                   |           | Relatório | Tanaka 23' · Nakazawa 38' · K. Nakamura 88' | Público: 25,000 Árbitro: UAE Ali Hamad Albadwawi |

| 14 de junho de 2008 19:30 (UTC+3) | Bahrein   | 1 – 1     | Omã         | Estádio Nacional do Bahrein, Riffa          |
|                                   | Aaish 41' | Relatório | Al Ajmi 72' | Público: 25,000 Árbitro: KUW Saad Al Fadhli |

| 22 de junho de 2008 19:20 (UTC+9) | Japão      | 1 – 0     | Bahrein | Estádio Saitama 2002, Saitama                |
|                                   | Uchida 90' | Relatório |         | Público: 51,180 Árbitro: UZB Ravshan Irmatov |

| 22 de junho de 2008 18:00 (UTC+4) | Omã               | 2 – 1     | Tailândia       | Sultan Qaboos Sports Complex, Mascate     |
|                                   | Amad Ali 58', 84' | Relatório | Sripan 3' (pen) | Público: 3,000 Árbitro: JOR Salem Mujghef |

### Grupo 3
| Equipe          | Pts | J | V | E | D | GP | GC | SG  |
| --------------- | --- | - | - | - | - | -- | -- | --- |
| Coreia do Sul   | 12  | 6 | 3 | 3 | 0 | 10 | 3  | +7  |
| Coreia do Norte | 12  | 6 | 3 | 3 | 0 | 4  | 0  | +4  |
| Jordânia        | 7   | 6 | 2 | 1 | 3 | 6  | 6  | 0   |
| Turcomenistão   | 1   | 6 | 0 | 1 | 5 | 1  | 12 | -11 |

| 6 de fevereiro de 2008 20:00 (UTC+9) | Coréia do Sul                                                | 4 – 0     | Turcomenistão | Estádio Sang-am, Seul                    |
|                                      | Kwak Tae-Hee 43' · Seol Ki-Hyeon 57', 85' · Park Ji-Sung 70' | Relatório |               | Público: 25,738 Árbitro: LIB Tallat Najm |

| 6 de fevereiro de 2008 17:00 (UTC+2) | Jordânia | 0 – 1     | Coréia do Norte  | Estádio Internacional, Amã                      |
|                                      |          | Relatório | Hong Yong-Jo 44' | Público: 16,000 Árbitro: BAN Tayeb Shamsuzzaman |

| 26 de março de 2008 17:00 (UTC+5) | Turcomenistão | 0 – 2     | Jordânia                 | Estádio Olímpico, Ashgabat                  |
|                                   |               | Relatório | Al Bzoor 34' · Bawab 84' | Público: 20,000 Árbitro: THA Satop Tongkhan |

| 26 de março de 2008 19:00 (UTC+8) | Coréia do Norte | 0 – 0     | Coréia do Sul | Estádio de Shanghai, Xangai (CHN)           |
|                                   |                 | Relatório |               | Público: 20,000 Árbitro: KUW Saad Al Fadhli |

| 31 de maio de 2008 20:00 (UTC+9) | Coréia do Sul                         | 2 – 2     | Jordânia         | Estádio Sang-am, Seul                    |
|                                  | Park Ji-Sung 39' · Park Chu-Young 48' | Relatório | Mahmoud 73', 81' | Público: 50,000 Árbitro: AUS Mark Shield |

| 2 de junho de 2008 17:00 (UTC+5) | Turcomenistão | 0 – 0     | Coréia do Norte | Estádio Olímpico, Ashgabat                    |
|                                  |               | Relatório |                 | Público: 20,000 Árbitro: KSA Khalil Al Ghamdi |

| 7 de junho de 2008 17:00 (UTC+9) | Coréia do Norte   | 1 – 0     | Turcomenistão | Kim Il-Sung Stadium, Pyongyang                 |
|                                  | Choe Kum-Chol 72' | Relatório |               | Público: 25,000 Árbitro: UAE Mohamed Al Saeedi |

| 7 de junho de 2008 17:30 (UTC+3) | Jordânia | 0 – 1     | Coréia do Sul            | King Abdullah Stadium, Amã                 |
|                                  |          | Relatório | Park Chu-Young 24' (pen) | Público: 8,000 Árbitro: IRN Masoudi Moradi |

| 14 de junho de 2008 19:00 (UTC+5) | Turcomenistão    | 1 – 3     | Coréia do Sul                     | Estádio Olímpico, Ashgabat                      |
|                                   | Ovekov 77' (pen) | Relatório | Kim Do-Heon 14', 81', 90+3' (pen) | Público: 11,000 Árbitro: JPN Hiroyoshi Takayama |

| 14 de junho de 2008 17:00 (UTC+9) | Coréia do Norte       | 2 – 0     | Jordânia | Yanggakdo Stadium, Pyongyang             |
|                                   | Hong Yong-Jo 44', 72' | Relatório |          | Público: 28,000 Árbitro: LIB Tallat Najm |

| 22 de junho de 2008 20:00 (UTC+9) | Coréia do Sul | 0 – 0     | Coréia do Norte | Estádio Sang-am, Seul                               |
|                                   |               | Relatório |                 | Público: 48,519 Árbitro: MAS Subkhiddin Mohd Salleh |

| 22 de junho de 2008 18:00 (UTC+3) | Jordânia         | 2 – 0     | Turcomenistão | Estádio Internacional, Amã                 |
|                                   | Mahmoud 66', 67' | Relatório |               | Público: 150 Árbitro: AUS Bejamin Williams |

### Grupo 4
| Equipe         | Pts | J | V | E | D | GP | GC | SG  |
| -------------- | --- | - | - | - | - | -- | -- | --- |
| Arábia Saudita | 15  | 6 | 5 | 0 | 1 | 14 | 5  | +9  |
| Uzbequistão    | 15  | 6 | 5 | 0 | 1 | 15 | 7  | +8  |
| Singapura      | 6   | 6 | 2 | 0 | 4 | 7  | 13 | -6  |
| Líbano         | 0   | 6 | 0 | 0 | 6 | 3  | 14 | -11 |

| 6 de fevereiro de 2008 18:00 (UTC+2) | Líbano | 0 – 1     | Uzbequistão | Estádio Cidade dos Esportes, Beirute         |
|                                      |        | Relatório | Ahmedov 44' | Público: 800 Árbitro: OMA Abdullah Al Hilali |

| 6 de fevereiro de 2008 20:15 (UTC+3) | Arábia Saudita                  | 2 – 0     | Singapura | Estádio Internacional Rei Fahd, Riad      |
|                                      | Al-Qahtani 38' · Al-Hawsawi 81' | Relatório |           | Público: 10,000 Árbitro: SYR Muhsen Basma |

| 26 de março de 2008 16:00 (UTC+5) | Uzbequistão                                  | 3 – 0     | Arábia Saudita | Pakhtakor Markaziy Stadium, Tashkent                |
|                                   | Kapadze 45+1' · Shatskikh 66' · Djeparov 68' | Relatório |                | Público: 17,000 Árbitro: MAS Subkhiddin Mohd Salleh |

| 26 de março de 2008 19:30 (UTC+8) | Singapura            | 2 – 0     | Líbano | Estádio Nacional, Singapura                     |
|                                   | Duric 8' · Nawaz 23' | Relatório |        | Público: 10,118 Árbitro: JPN Hiroyoshi Takayama |

| 2 de junho de 2008 19:30 (UTC+8) | Singapura                                      | 3 – 7     | Uzbequistão                                                                                  | Estádio Nacional, Singapura                      |
|                                  | Duric 16' · Fahrudin 31' (pen) · Wilkinson 73' | Relatório | Kapadze 10' · Karpenko 21' · Djeparov 34', 44' · Denisov 42' · Ibragimov 62' · Shatskikh 88' | Público: 28,750 Árbitro: UAE Ali Hamad Albadwawi |

| 2 de junho de 2008 21:00 (UTC+3) | Arábia Saudita                                | 4 – 1     | Líbano     | Estádio Internacional Rei Fahd, Riad       |
|                                  | Al Khatani 44', 90' · Hawsawi 62' · Tukar 84' | Relatório | El Ali 42' | Público: 8,000 Árbitro: KUW Saad Al Fadhli |

| 7 de junho de 2008 19:00 (UTC+5) | Uzbequistão  | 1 – 0     | Singapura | MHSK Stadium, Tashkent                    |
|                                  | Geynrikh 80' | Relatório |           | Público: 12,867 Árbitro: KOR Kim Dong-Jin |

| 7 de junho de 2008 21:00 (UTC+3) | Líbano        | 1 – 2     | Arábia Saudita   | Estádio Internacional Rei Fahd, Riad (KSA) |
|                                  | Ghaddar 90+3' | Relatório | Tukar 45+1', 60' | Público: 2,000 Árbitro: THA Satop Tongkhan |

| 14 de junho de 2008 19:30 (UTC+8) | Singapura | 0 – 2     | Arábia Saudita            | Estádio Nacional, Singapura                    |
|                                   |           | Relatório | Autef 37' · Al Fraidi 76' | Público: 23,000 Árbitro: AUS Benjamin Williams |

| 14 de junho de 2008 19:00 (UTC+5) | Uzbequistão                       | 3 – 0     | Líbano | MHSK Stadium, Tashkent                     |
|                                   | Ahmedov 51', 62' · Djeparov 90+4' | Relatório |        | Público: 7,000 Árbitro: AUS Matthew Breeze |

| 22 de junho de 2008 21:00 (UTC+3) | Arábia Saudita                                 | 4 – 0     | Uzbequistão | Estádio Internacional Rei Fahd, Riad         |
|                                   | Autef 7' · Al Hawsawi 37', 87' · Al Harthi 56' | Relatório |             | Público: 5,000 Árbitro: JPN Yuichi Nichimura |

| 22 de junho de 2008 18:00 (UTC+3) | Líbano             | 1 – 2     | Singapura                         | Estádio Cidade dos Esportes, Beirute    |
|                                   | Khaizan 62' (g.c.) | Relatório | Dayoub 72' (g.c.) · Wilkinson 73' | Público: 500 Árbitro: IRN Masoud Moradi |

### Grupo 5
| Equipe                 | Pts | J | V | E | D | GP | GC | SG |
| ---------------------- | --- | - | - | - | - | -- | -- | -- |
| Irã                    | 12  | 6 | 3 | 3 | 0 | 7  | 2  | +5 |
| Emirados Árabes Unidos | 8   | 6 | 2 | 2 | 2 | 7  | 7  | 0  |
| Síria                  | 8   | 6 | 2 | 2 | 2 | 7  | 8  | -1 |
| Kuwait                 | 4   | 6 | 1 | 1 | 4 | 8  | 12 | -4 |

| 6 de fevereiro de 2008 15:00 (UTC+3:30) | Irã | 0 – 0     | Síria | Estádio Azadi, Teerã                            |
|                                         |     | Relatório |       | Público: 45,000 Árbitro: SIN Abdul Malik Bashir |

| 6 de fevereiro de 2008 19:15 (UTC+4) | Emirados Árabes Unidos     | 2 – 0     | Kuwait | Estádio Al Jazira Bin Zayed, Abu Dhabi       |
|                                      | Al-Shehhi 14' · Khalil 53' | Relatório |        | Público: 19,000 Árbitro: UZB Ravshan Irmatov |

| 26 de março de 2008 14:30 (UTC+2) | Síria    | 1 – 1     | Emirados Árabes Unidos | Estádio Abbasiyyin, Damasco             |
|                                   | Chabo 3' | Relatório | Matar 54'              | Público: 35,000 Árbitro: CHN Sun Baojie |

| 26 de março de 2008 19:45 (UTC+3) | Kuwait                    | 2 – 2     | Irã                       | Al Kuwait Stadium, Cidade do Kuwait         |
|                                   | Ajab 39' · Al-Rashidi 82' | Relatório | Nikbakht 2' · Hosseini 5' | Público: 15,000 Árbitro: AUS Matthew Breeze |

| 2 de junho de 2008 20:00 (UTC+3) | Síria          | 1 – 0     | Kuwait | Estádio Abbasiyyin, Damasco                |
|                                  | Alhoussain 52' | Relatório |        | Público: 25,000 Árbitro: JOR Salem Mujghef |

| 2 de junho de 2008 19:00 (UTC+4:30) | Irã | 0 – 0     | Emirados Árabes Unidos | Estádio Azadi, Teerã                      |
|                                     |     | Relatório |                        | Público: 50,000 Árbitro: KOR Lee Gi-Young |

| 7 de junho de 2008 20:00 (UTC+4) | Emirados Árabes Unidos | 0 – 1     | Irã      | Sheikh Khalifa International Stadium, Al Ain |
|                                  |                        | Relatório | Zandi 7' | Público: 9,000 Árbitro: JPN Yuichi Nishimura |

| 8 de junho de 2008 20:45 (UTC+3) | Kuwait                            | 4 – 2     | Síria               | Thamir Stadium, Cidade do Kuwait                |
|                                  | Al Azemi 2', 19', 63' · Jumah 58' | Relatório | Al Khatib 9', 45+1' | Público: 10,000 Árbitro: OMA Abdullah Al Hilali |

| 14 de junho de 2008 20:00 (UTC+3) | Síria | 0 – 2     | Irã                        | Estádio Abbasiyyin, Damasco                 |
|                                   |       | Relatório | Rezaei 65' · Khalili 90+3' | Público: 25,000 Árbitro: THA Satop Tongkhan |

| 14 de junho de 2008 20:45 (UTC+3) | Kuwait            | 2 – 3     | Emirados Árabes Unidos                      | Thamir Stadium, Salmiya                             |
|                                   | Al Azemi 52', 77' | Relatório | Ismaeil Matar 23', 39' · Saif Mohamed 90+1' | Público: 20,000 Árbitro: MAS Subkhiddin Mohd Salleh |

| 22 de junho de 2008 20:30 (UTC+4:30) | Irã                         | 2 – 0     | Kuwait | Estádio Azadi, Teerã                    |
|                                      | Nekounam 16' · Rezaei 90+2' | Relatório |        | Público: 20,000 Árbitro: CHN Sun Baojie |

| 22 de junho de 2008 20:00 (UTC+4) | Emirados Árabes Unidos  | 1 – 3     | Síria                             | Sheikh Khalifa International Stadium, Al Ain |
|                                   | Ismaeil Matar 83' (pen) | Relatório | Alhoussain 34', 51' · Malki 90+3' | Público: 7,000 Árbitro: AUS Mark Shield      |